# Pacho (ort)
Pacho är en ort i Colombia.   Den ligger i departementet Cundinamarca, i den centrala delen av landet, 60 km norr om huvudstaden Bogotá. Pacho ligger 1 783 meter över havet och antalet invånare är 16 698.
Terrängen runt Pacho är kuperad åt nordväst, men åt sydost är den bergig. Runt Pacho är det ganska tätbefolkat, med 83 invånare per kvadratkilometer. Pacho är det största samhället i trakten. Omgivningarna runt Pacho är en mosaik av jordbruksmark och naturlig växtlighet.